# Chiesa di San Rocco (Vilminore di Scalve)
La chiesa di San Rocco è il principale luogo di culto cattolico di Pezzolo frazione di Vilminore di Scalve, in provincia e diocesi di Bergamo. Fa parte del vicariato di Vilminore.

## Storia
La chiesa fu costruita tra il 1660 e il 1664 ed eretta canonicamente autonoma con lo smembramento dalla chiesa parrocchiale di Santa Maria e San Pietro di Vilminore di Scalve il 2 aprile 1664 con decreto del vescovo Gregorio Barbarigo.
La parrocchiale fu citata nel 1666 nel “Sommario delle chiese di Bergamo”, elenco redatto dal cancelliere della curia vescovile di Bergamo Giovanni Giacomo Marenzi. Nel documento è indicata sotto l'invocazione di san Rocco e che i vicini avevano il giuspatronato. Vi erano due altari, di cui quello maggiore retto dalla scuola del Santissimo Sacramento. Vi era un curato beneficiato pagato direttamente dalla comunità.
Visitata dal vescovo Giovanni Paolo Dolfin, fu allegata agli atti una relazione redatta dall'allora parroco che elencava la presenza di tre altari, di cui uno intitolato alla Madonna del Rosario, retto dalla confraternita omonima, e della confraternita del Santissimo Sacramento che aveva cura dell'altare maggiore, e l'altare dei santi Antonio abate e Antonio di Padova, retto dalle scuole della Beata Vergine dei Sette Dolori e della dottrina cristiana. Affiliato vi era l'oratorio campestre di San Giacomo apostolo. I vicini avevano il giuspatronato della chiesa e nominavano e stipendiavano il parroco mercenario.
Nell'Ottocento la torre campanaria fu completata dal concerto di campane consacrato dal vescovo Pietro Luigi Speranza 17 agosto 1869. Nel XX secolo la chiesa fu oggetto di lavori di restauro, mantenimento e ammodernamento. Negli anni settanta fu posto il nuovo altare rivolto verso l'aula realizzato in legno.
Con decreto del 27 maggio 1979 del vescovo di Bergamo Giulio Oggioni la chiesa fu inserita nel vicariato locale di Vilminore.

## Descrizione

### Esterno
L'edificio di culto è anticipato dal sagrato chiuso da una cancellata con pavimentazione in bolognini di porfido. Presenta la facciata austera con quattro lesene complete di alto basamento e coronate da semplici capitelli che reggono il timpano triangolare, con il lato inferiore spezzato. Il portale d'ingresso ha il contorno in arenaria con timpano semicurvo spezzato. La parte superiore ospita un'ampia finestra con contorno modanato.

### Interno
L'interno a unica navata con volta a botte anticipato dalla bussola in noce e pavimentazione in lastre di pietra, è divisa da lesene in due campate. Le lesene sono complete di zoccolatura e coronate da capitelli corinzi che reggono la trabeazione con fregio e il cornicione, dove vi sono le finestre lunettate a destra e tamponate sul lato sinistro. Il soffitto ospita due medaglioni con dipinti a fresco, raffiguranti la Visitazione di Maria Santissima a santa Elisabetta e l'Annunciazione.
La nicchia posta a sinistra dell'ingresso ospita il fonte battesimale con vasca in pietra coperta da un tempietto ligneo. La controfacciata conserva il dipinto raffigurante la Trinità, il lato destro ospita la zona penitenziale con il confessionale ligneo.
La zona presbiteriale, anticipata dall'arco trionfale e sopraelevata da tre gradini, è delimitata da una balaustra marmorea con base in rosso Camerata. La parte termina con il coro absidato, completo del coro ligneo. Il presbiterio è voltato a botte, con il medaglione raffigurante la Madonna Assunta.